# Skeleton op de Olympische Winterspelen 2002

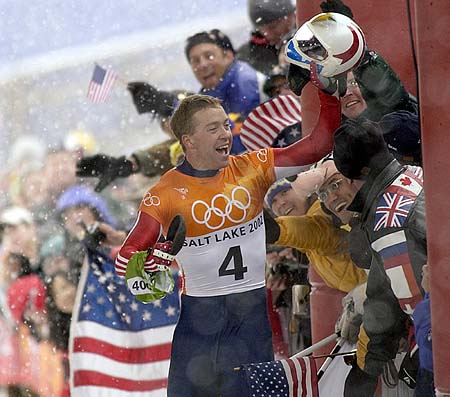
Jimmy Shea viert de overwinning met fans

Skeleton is een van de sporten die beoefend werden tijdens de Olympische Winterspelen 2002 in Salt Lake City. Daarmee was het opnieuw een officiële sport op de winterspelen na een hiaat van 54 jaar.

## Mannen
| rang   | sporter(s)         | land | tijd    |
| ------ | ------------------ | ---- | ------- |
| Goud   | Jim Shea jr.       | USA  | 1:41.96 |
| Zilver | Martin Rettl       | AUT  | 1:42.01 |
| Brons  | Gregor Stähli      | SUI  | 1:42.15 |
| 4      | Clifton Wrottesley | IRL  | 1:42.57 |
| 5      | Lincoln Dewitt     | USA  | 1:42.83 |
| 6      | Jeff Pain          | CAN  | 1:42.92 |
| 7      | Chris Soule        | USA  | 1:42.98 |
| 8      | Kazuhiro Koshi     | JPN  | 1:43.02 |

## Vrouwen
| rang   | sporter(s)          | land | tijd    |
| ------ | ------------------- | ---- | ------- |
| Goud   | Tristan Gale        | USA  | 1:45.11 |
| Zilver | Lea Ann Parsley     | USA  | 1:45.21 |
| Brons  | Alex Coomber        | GBR  | 1:45.37 |
| 4      | Diana Sartor        | GER  | 1:45.53 |
| 5      | Maya Pedersen       | SUI  | 1:45.55 |
| 6      | Lindsay Alcock      | CAN  | 1:45.69 |
| 7      | Jekaterina Mironova | RUS  | 1:45.95 |
| "      | Steffi Hanzlik      | GER  | 1:45.95 |

## Medaillespiegel
| Plaats | Land             | NOC    | Goud | Zilver | Brons | Totaal |
| ------ | ---------------- | ------ | ---- | ------ | ----- | ------ |
| 1      | Verenigde Staten | USA    | 2    | 1      | 0     | 3      |
| 2      | Oostenrijk       | AUT    | 0    | 1      | 0     | 1      |
| 3      | Groot-Brittannië | GBR    | 0    | 0      | 1     | 1      |
| 3      | Zwitserland      | SUI    | 0    | 0      | 1     | 1      |
| Totaal | Totaal           | Totaal | 2    | 2      | 2     | 6      |

St. Moritz 1928 · 
St. Moritz 1948 · 
Salt Lake City 2002 · 
Turijn 2006 · 
Vancouver 2010 · 
Sotsji 2014 · 
Pyeongchang 2018 · 
Peking 2022 
Lijst van olympische medaillewinnaars
Alpineskiën · Biatlon · Bobsleeën · Curling · Freestyleskiën · Kunstrijden · Langlaufen · Noordse combinatie · Rodelen · Schaatsen · Schansspringen · Shorttrack · Skeleton · Snowboarden · IJshockey